# Jorge Julio López
Jorge Julio López, född 1929 i Buenos Aires provins, är en pensionerad murare som kidnappades under militärdiktaturen i Argentina. Under fångenskapen som varade mellan den 21 oktober 1976 och den 25 juni 1979 var Julio López arresterad utan rättegång och utsattes för tortyr. När rättegångarna mot personer som misstänktes för brott mot mänskligheten under militärdiktaturen inleddes 2003, kom Julio López att bli ett huvudvittne i rättsprocessen mot polischefen Miguel Etchecolatz som anklagades för att ha varit chef för ett hemligt tortyrcentrum i La Plata.
Den 18 september 2006, mitt under rättegångsförhandlingarna mot Etchecolatz, försvann Julio López och har sedan dess inte hittats, trots att fallet fått stor uppmärksamhet i Argentina och en lösesumma utlovats till den som kan lämna information om Julio López öde. Åtskilliga manifestationer har ordnats runt om i landet och, som en följd av en utbredd uppfattning att López dödats på grund av sitt vittnesmål, Julio López har kommit att bli en symbol för de försvunna sedan demokratins återinförande.